# Maklen (Brod Moravice)
Maklen je naselje u Hrvatskoj u općini Brod Moravice. Nalazi se u Primorsko-goranskoj županiji.

## Zemljopis
Sjeverozapadno su Pauci i Šepci Podstenski, zapadno su Zahrt i Moravička Sela i Delači, istočno su Gornji Kuti, jugozapadno su Čučak i Lokvica, jugoistočno su Brod Moravice i Donja Dobra. Sjeverno je Gornji Šajn.

## Stanovništvo
| broj stanovnika |       |       |       |       | 68    | 71    | 65    | 54    | 42    | 43    | 31    | 24    | 18    | 12    | 11    | 2     | 1     |
|                 | 1857. | 1869. | 1880. | 1890. | 1900. | 1910. | 1921. | 1931. | 1948. | 1953. | 1961. | 1971. | 1981. | 1991. | 2001. | 2011. | 2021. |